# ムオタス・ムライユ
ムオタス・ムライユ（Muottas Muragl）は、スイス東南部、エンガディン地方のサメーダン近郊にあるビューポイント。標高2453ｍ。麓のプント・ムライユからケーブルカーがムオタス・ムライユとの間を結んでいる。ベルニナ・アルプスの峰々と湖が織り成すエンガディン地方の絶景を望むことができる。
ムオタス・ムライユにある「ロマンティックホテル・ムオタス・ムライユ」は、100年以上の歴史を誇る伝統の山岳ホテル。大規模な改修工事の末、2010年末からリニューアルオープンした。ホテルにはメインレストランの他、セルフサービスレストラン、テラスレストランがある。
プント・ムライユからのケーブルカーは、1907年に開業した伝統の路線。長さ2201m、高低差709m、最大で52％のルートを、片道約10分で運行する。夏季は夜遅い時間帯まで運転しており、夕焼けに染まるエンガディン地方の山を眺めながらレストランでの夕食も人気。アルプ・ラングアルトやセガンティーニ小屋へ向かうハイキングの出発地点にもなっている。

## アクセス
サン・モリッツ学校前広場所　St. Moritz, Schulhausplatz から麓駅のプント・ムライユまでバスで10分。またはレーテイッシュ鉄道（各駅停車）でサン・モリッツからプント・ムライユ・シュターツ　Punt Muragl Staz まで6分。プント・ムライユからケーブルカーでムオタス・ムライユまで約10分。ケーブルカーは、春と秋の一定期間、運行停止期間がある。